# Amentet
Amentet vagy Imentet (ỉmn.t.t) az ókori egyiptomi vallás egyik istennője. Nevének jelentése: „a nyugati”. Nyugat-istennő, a Nílus nyugati partján elhelyezkedő nekropolisz megszemélyesítője.
Az egyiptomi hit szerint egy fában él a Duat (alvilág) bejáratánál, fő feladata a nemrég elhunytak üdvözlése és megkínálása étellel és itallal, hogy felfrissítsék magukat a továbbutazáshoz. Ezt számos sírban ábrázolják. Ábrázolása antropomorf: fején a nyugatot jelentő hieroglifát viselő nőalak, kezében jogar vagy ankh. Külön ikonográfiája ellenére gyakran csak Ízisz vagy Hathor egy aspektusa. Külön kultusza nem volt, de említik különféle himnuszok és a Halottak Könyve egyes fejezetei.